# ناحیه شیانگیانگ، جیوجیانگ
ناحیه شیانگیانگ (به لاتین: Xiangyang Subdistrict) یک منطقهٔ مسکونی در چین است که در جیانگشی واقع شده‌است.